# Stegea
Stegea is een geslacht van vlinders van de familie van de grasmotten (Crambidae), uit de onderfamilie van de Glaphyriinae. De wetenschappelijke naam en de beschrijving van dit geslacht werden voor het eerst in 1964 gepubliceerd door Eugene Gordon Munroe.

## Soorten
- S. clarkei Munroe, 1964
- S. eripalis (Grote, 1878)
- S. fiachnalis (Schaus, 1924)
- S. hermalis (Schaus, 1920)
- S. jamaicensis Munroe, 1964
- S. mexicana Munroe, 1964
- S. minutalis (Walter, 1928)
- S. powelli Munroe, 1972
- S. salutalis (Hulst, 1886)
- S. simplicialis (Kearfott, 1907)
- S. sola Munroe, 1972